# 대한민국 민법 제394조
대한민국 민법 제734조는 손해배상의 방법에 대한 민법 채권법상 조문이다.

## 조문
제394조(손해배상의 방법) 다른 의사표시가 없으면 손해는 금전으로 배상한다.

第394條(損害賠償의 方法) 다른 意思表示가 없으면 損害는 金錢으로 賠償한다.

## 해설
교통사고 피해자가 가해자와 1천만원에 합의를 하였는데 합의후 다친 부위가 악화된 경우 피해자는 합의를 파기할 수 없다.

## 판례
- 화해계약이 사기로 인하여 이루어진 경우에는 화해의 목적인 분쟁에 관한 사항에 착오가 있더라도 민법 제110조에 따라 이를 취소할 수 있다[1]

- 도로건설공사의 현장책임자가 공사로 인한 양계장의 피해보상을 요구하는 양계업자와 사이에 민사상의 소를 취하하는 대신 환경분쟁조정위원회의 결정에 승복하기로 합의한 경우, 그 합의는 화해계약에 해당한다고 한 사례[2]

- '화해의 목적인 분쟁 이외의 사항'이라 함은 분쟁의 대상이 아니라 분쟁의 전제 또는 기초가 된 사항으로서, 쌍방 당사자가 예정한 것이어서 상호 양보의 내용으로 되지 않고 다툼이 없는 사실로 양해된 사항을 말한다[3]

- 불법행위로 인한 손해배상에 관하여 가해자와 피해자 사이에 피해자가 일정한 금액을 지급받고 그 나머지 청구를 포기하기로 합의가 이루어진 때에는 그 후 그 이상의 손해가 발생하였다 하여 다시 그 배상을 청구할 수 없는 것이 원칙이므로, 불법행위로 인한 손해배상과 관련하여 당사자 사이의 합의나 손해배상과 관련하여 당사자 사이에 합의나 화해가 이루어진 경우 그 목적으로 된 사항에 관하여는 엄격하게 해석함이 타당하다[4]

## 참고 문헌
- 오현수, 일본민법, 진원사, 2014. ISBN 9788963463452
- 오세경, 대법전, 법전출판사 , 2014 ISBN 9788926210277
- 이준현 , LOGOS 민법 조문판례집, 미래가치, 2015. ISBN 9791155020869
- 오지용, 손해배상의 이론과 실무, 동방문화사 , 2008. ISBN 9788991902213

## 같이 보기
- 화해계약
- 대한민국 민법 제110조